# Oberammergau
Oberammergau là một đô thị ở huyện Garmisch-Partenkirchen bang Bavaria thuộc nước Đức.

## Gallery

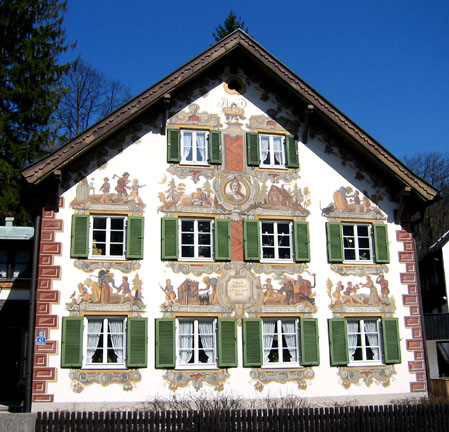
Example of "Lüftmalerei" decorating homes in Oberammergau
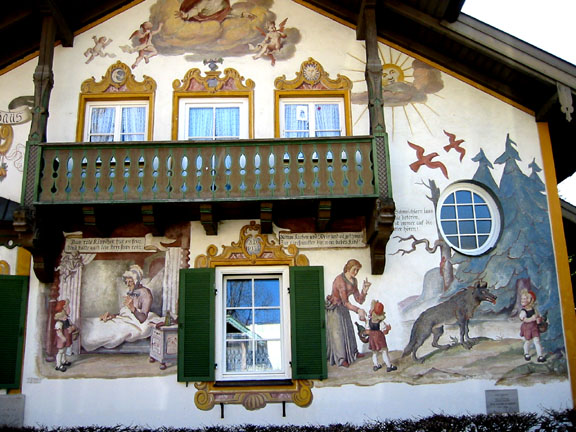
Scene of Little Red Riding Hood decorating a home in Oberammergau
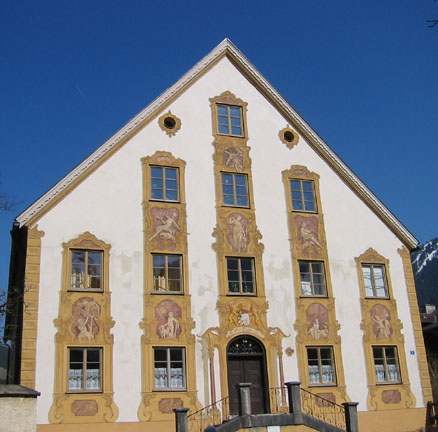
Example of "Lüftmalerei" decorating homes in Oberammergau